# 세라다 겐이치
세라다 겐이치(일본어: 世良田 顕一, 1973년 10월 20일 ~ )는 일본의 전 축구 선수이다.

## 구단 경력
1992년 J1리그의 가시마 앤틀러스에 입단했다. 1996년 세레소 오사카로 이적했다. 1997년후 현역 은퇴.